# Episodi di The Cool Kids
La prima ed unica stagione della serie televisiva The Cool Kids, composta da 22 episodi, è stata trasmessa negli Stati Uniti su Fox dal 28 settembre 2018 al 10 maggio 2019.
In Italia, la stagione è andata in onda su Fox dal 3 dicembre 2018 al 24 maggio 2019.
| n° | Titolo originale                 | Titolo italiano                  | Prima TV USA      | Prima TV Italia  |
| -- | -------------------------------- | -------------------------------- | ----------------- | ---------------- |
| 1  | Pilot                            | Addio, Jerry                     | 28 settembre 2018 | 3 dicembre 2018  |
| 2  | Margaret Turns 65                | Auguri Margaret!                 | 5 ottobre 2018    | 3 dicembre 2018  |
| 3  | A Date with Destiny              | Un appuntamento con Destiny      | 12 ottobre 2018   | 10 dicembre 2018 |
| 4  | Sid Comes Out                    | Sid fa coming out                | 19 ottobre 2018   | 17 dicembre 2018 |
| 5  | The Cool Kids Rig an Election    | Elezioni truccate                | 2 novembre 2018   | 24 dicembre 2018 |
| 6  | TV Heist                         | Il colpo del televisore          | 9 novembre 2018   | 31 dicembre 2018 |
| 7  | Thanksgiving at Murray's         | Il Ringraziamento da Murray      | 16 novembre 2018  | 7 gennaio 2019   |
| 8  | Hank the Cradle Robber           | Hank il seduttore di lolite      | 7 dicembre 2018   | 14 gennaio 2019  |
| 9  | Margaret Dates the Zodiac Killer | Un killer in pensione            | 14 dicembre 2018  | 21 gennaio 2019  |
| 10 | Funeral Crashers                 | Funeral Crashers                 | 4 gennaio 2019    | 22 febbraio 2019 |
| 11 | Charlie's Angel                  | Charlie's Angel                  | 11 gennaio 2019   | 22 febbraio 2019 |
| 12 | Margaret Jr.                     | Margaret junior                  | 1º febbraio 2019  | 1º marzo 2019    |
| 13 | Sid's First Relationship         | Paura di volare                  | 22 febbraio 2019  | 8 marzo 2019     |
| 14 | The Cool Kids Plus One           | Il piano di Hank                 | 1º marzo 2019     | 29 marzo 2019    |
| 15 | Mentors                          | Mentori                          | 8 marzo 2019      | 5 aprile 2019    |
| 16 | The Cool Kids Un-Retire          | I biscotti di Charlie            | 15 marzo 2019     | 12 aprile 2019   |
| 17 | Margaret Ups Her Game            | Margaret alza l'asticella        | 22 marzo 2019     | 19 aprile 2019   |
| 18 | Sid's Ex-Wife                    | L'ex moglie di Sid               | 29 marzo 2019     | 26 aprile 2019   |
| 19 | Kip Samgood's Biggest Fan        | Il più grande fan di Kip Samgood | 5 aprile 2019     | 3 maggio 2019    |
| 20 | Indecent Proposal                | Proposta indecente               | 19 aprile 2019    | 10 maggio 2019   |
| 21 | Vegas, Baby!                     | Vegas, Baby!                     | 3 maggio 2019     | 17 maggio 2019   |
| 22 | The Friend-aversary              | L'amici-versario                 | 10 maggio 2019    | 24 maggio 2019   |

## Addio, Jerry
- Titolo originale: Pilot
- Diretto da: Don Scardino
- Scritto da: Charlie Day, Paul Fruchbom

### Trama
Tre amici che vivono in una comunità di pensionati - Hank, Charlie e Sid - piangono la perdita del loro amico Jerry, recentemente scomparso. La nuova residente Margaret si siede al posto di Jerry, sconvolgendo Hank. Insieme all'essere insoddisfatto dal modo in cui il personale sta gestendo la morte di Jerry, Hank cerca di far sedere Margaret altrove, ma il suo piano fallisce quando Sid e Charlie fanno amicizia con lei. Dopo aver appreso che Jerry verrà cremato, gli uomini accettano l'offerta di Margaret di portarli fino all'obitorio per "salvarlo", visto che era l'unica con la patente, ma vengono arrestati quando si scopre che Margaret ha rubato l'auto da un altro residente. Alla fine, Hank decide che è meglio lasciare andare Jerry e scopre che Margaret ha organizzato una festa d'addio che Jerry avrebbe voluto. Impressionati, gli amici accolgono ufficialmente Margaret come successore di Jerry.
- Ascolti USA: 6 870 000 telespettatori[3]

## Auguri Margaret!
- Titolo originale: Margaret Turns 65
- Diretto da: Anthony Rich
- Scritto da: Sophia Lear

### Trama
Margaret si sente lunatica a causa del suo 65º compleanno e si lancia contro i ragazzi. Per farli sentire tutti giovani, Hank porta la banda al suo vecchio ritrovo, lo Swing Time Café di Ronnie. Ma quando arrivano scoprono che il caffè è scomparso da tempo ed è stato trasformato in un night club chiamato TwerkLab. Dopo essere entrati di nascosto nel club, Hank, Charlie e Margaret hanno tutti interazioni che li fanno sentire insultati e vecchi. Dopo aver riflettuto, la banda concordasul fatto che i Millennial fanno schifo e festeggiano il compleanno di Margaret con degli shot - che porta al giorno dopo i postumi di una sbornia per tutti.
- Ascolti USA: 4 900 000 telespettatori[4]

## Un appuntamento con Destiny
- Titolo originale: A Date with Destiny
- Diretto da: Robbie Countryman
- Scritto da: Allison Bosma, Jon DeWalt

### Trama
Margaret e Sid incoraggiano Hank e Charlie a iscriversi a siti per incontri online. Ma mentre Hank è un successo, Charlie è triste per il fatto che nessuno sta rispondendo al suo profilo. Per farlo sentire meglio, Margaret crea un falso account con il nome di "Nadine" e Sid ne crea un altro con nome "Destiny" alle sue spalle, Charlie e Hank (che mentivano sul fatto di avere avuto molte risposte) ricevono messaggi sessualmente espliciti da parte di Destiny, questo crea problemi quando Charlie e Hank iniziano a combattere per Destiny. Scoprendo che Sid è in realtà Destiny, Charlie e Hank fanno finta di litigare per insegnare loro una lezione.
- Ascolti USA: 4 770 000 telespettatori[5]

## Sid fa coming out
- Titolo originale: Sid Comes Out
- Diretto da: Eric Dean Seaton
- Scritto da: Charlie Kelly

### Trama
Il figlio di Sid, Walt, lo sorprende con una visita e Margaret è scioccata e divertita nel scoprire che Walt pensa che suo padre sia etero. La menzogna viene girata su di lei quando Walt crede che Margaret sia la ragazza di Sid. Dopo un disastroso appuntamento a pranzo con Walt - che il nuovo fidanzato di Margaret, Robert, interrompe - Sid finalmente esce allo scoperto con Walt che però è felice per suo padre. Nel frattempo, Hank ha bisogno di fare una prova oculistica per rinnovare la sua licenza per la golf cart, così arruola Charlie per aiutarlo pur di ottenere il rinnovo. Tuttavia, il modo di Charlie di aiutare è doloroso e vengono scoperti dal medico. Anche se il medico accetta la tangente di Hank di 200 dollari per passarlo, Hank finisce per perdere la patente dopo aver guidato la golf cart nella sala da pranzo.
- Ascolti USA: 4 640 000 telespettatori[6]

## Elezioni truccate
- Titolo originale: The Cool Kids Rig an Election
- Diretto da: Phill Lewis
- Scritto da: Patrick Walsh

### Trama
Stanca del coordinatore delle attività domestiche Gorgeous George, che si è lasciato andare alla testa il titolo, Margaret convince i ragazzi a schierare un avversario nelle prossime elezioni nella comunità. Hank dichiara che il candidato è Charlie, ma Margaret costringe Sid a candidarsi contro George e Charlie. Dopo che Charlie e Sid mangiano una lasagna destinata a George, che Hank ha cucinato con funghi allucinogeni, e Margaret rinchiude George nella palestra per impedirgli di presentarsi alle elezioni, Hank e Margaret si scontrano. Un fuggiasco George viene ferito quando Sid (ancora fuori di testa per colpa dei funghi) lo affronta alle elezioni e finisce per archiviare un ordine restrittivo contro i quattro; l'elezione viene annullata e la posizione viene assegnata a un dipendente, che ha venduto i funghi a Hank.
- Ascolti USA: 4 270 000 telespettatori[7]

## Il colpo del televisore
- Titolo originale: TV Heist
- Diretto da: Katy Garretson
- Scritto da: Nate Reger, Michael Lisbe

### Trama
Hank scopre che la sua ex moglie sta risposando l'uomo per cui l'ha lasciato ed è devastato quando perde un concorso per una televisione da 65 pollici vinta da Gorgeous George, che ha comprato una borsa piena di biglietti della lotteria. Un'empatica Margaret (che è stata nella stessa situazione per quanto riguarda l'ex coniuge) convince Charlie e Sid di andare un giorno con Hank a fare quello che vuole, Hank però decide di rubare la TV dall'ufficio di Allison. Ma il piano, che Hank chiama "Hank's Eleven", va storto: Sid rimane bloccato nella sauna con Allison, che è depressa perché sua sorella si sta per sposare; Hank si arrabbia perché la banda lo sta facendo solo per pietà nei suoi confronti, anche se sostiene di essere a posto con la sua ex che si sposa; e Charlie, che ha comprato un serbatoio di gas esilarante per la fuga (per il fastidio di Margaret e Hank), apre accidentalmente il serbatoio, causando che Hank rovini la TV. Hank si rende conto che è ancora arrabbiato per la relazione della sua ex moglie e decide di andare avanti come ha fatto lei.
- Ascolti USA: 4 520 000 telespettatori[8]

## Il Ringraziamento da Murray
- Titolo originale: Thanksgiving at Murray's
- Diretto da: Fred Savage
- Scritto da: Paul Fruchbom

### Trama
Quando Margaret ottiene un invito a un'esclusiva cena per il Ringraziamento, sceglie Sid come suo più uno, lasciando Hank e Charlie a trovare un piano di riserva.
- Ascolti USA: 4 380 000 telespettatori[9]

## Hank il seduttore di lolite
- Titolo originale: Hank the Cradle Robber
- Diretto da: Phill Lewis
- Scritto da: Luvh Rakhe

### Trama
Quando Hank inizia a frequentare una donna molto più giovane, la banda sospetta che potrebbe essere una cercatrice d'oro che si sta avvantaggiando a causa della sua età. Ma dopo aver frugato tra le sue cose, temono che questo rapporto possa essere qualcosa di molto peggiore: una trappola per la gravidanza.
- Ascolti USA: 4 350 000 telespettatori[10]

## Un killer in pensione
- Titolo originale: Margaret Dates the Zodiac Killer
- Diretto da: Jonathan Judge
- Scritto da: Conor Galvin

### Trama
Margaret inizia a frequentare Karl, un altro residente di Shady Meadows, che i ragazzi pensano possa essere l'assassino dello zodiaco. Margaret trova l'accusa ridicola, ma comincia a chiedersi se possa essere vera o meno. Nel frattempo, i ragazzi cercano la persona che non sciacqua nel bagno degli uomini.
- Ascolti USA: 4 160 000 telespettatori[11]

## Funeral Crashers
- Titolo originale: Funeral Crashers
- Diretto da: Fred Savage
- Scritto da: Allison Bosma, Jon DeWalt

### Trama
Il gruppo partecipa a un funerale per l'amica di Hank, Dana, con la quale anche la sua ex-moglie Lorraine era amica. Hank affronta Lorraine, ma considera di riconciliarsi quando scopre la sua relazione con l'uomo per cui lo ha lasciato ha qualche problema. Nel frattempo, Sid e Charlie vengono a mescolarsi per ottenere cibo gratis, ma vengono scambiati per compagni dell'esercito del vedovo del defunto.
- Ascolti USA: 4 280 000 telespettatori[12]

## Charlie's Angel
- Titolo originale: Charlie's Angel
- Diretto da: Katy Garretson
- Scritto da: Maxwell Theodore Vivian

### Trama
Quando Charlie si innamora di Kathleen, Margaret si stanca per aiutare Charlie a frequentare il gruppo a cui Kathleen partecipa. I divorziati non sanno che è un gruppo di supporto per superare il lutto. Nel frattempo, Hank ha paura del palcoscenico mentre si offre volontario per ospitare uno show televisivo a circuito chiuso a Shady Meadows. Quando Sid prende il suo posto e condivide pettegolezzi dalla comunità dei pensionati, Hank diventa geloso.
- Ascolti USA: 4 780 000 telespettatori[13]

## Margaret junior
- Titolo originale: Margaret Jr.
- Diretto da: Fred Savage
- Scritto da: Sophia Lear

### Trama
- Ascolti USA: 4 650 000 telespettatori[14]

## Paura di volare
- Titolo originale: Sid's First Relationship
- Diretto da: Jonathan Judge
- Scritto da: Luvh Rakhe

### Trama
- Ascolti USA: 3 800 000 telespettatori[15]

## Il piano di Hank
- Titolo originale: The Cool Kids Plus One
- Diretto da: Phill Lewis
- Scritto da: Nate Reger, Michael Lisbe

### Trama
- Ascolti USA: 4 080 000 telespettatori[16]

## Mentori
- Titolo originale: Mentors
- Diretto da: Fred Savage
- Scritto da: Heather Flanders

### Trama
- Ascolti USA: 3 850 000 telespettatori[17]

## I biscotti di Charlie
- Titolo originale: The Cool Kids Un-Retire
- Diretto da: Kimberly McCullough
- Scritto da: Heather Flanders

### Trama
- Ascolti USA: 3 910 000 telespettatori[18]

## Margaret alza l'asticella
- Titolo originale: Margaret Ups Her Game
- Diretto da: Jonathan Judge
- Scritto da: Paul Fruchbom

### Trama
- Ascolti USA: 3 930 000 telespettatori[19]

## L'ex moglie di Sid
- Titolo originale: Sid's Ex-Wife
- Diretto da: Phill Lewis
- Scritto da: Justin Sayre

### Trama
- Ascolti USA: 3 300 000 telespettatori[20]

## Il più grande fan di Kip Samgood
- Titolo originale: Kip Samgood's Biggest Fan
- Diretto da: Jody Margolin Hahn
- Scritto da: Jake Lasker, Morgan Lehmann

### Trama
- Ascolti USA: 3 460 000 telespettatori[21]

## Proposta indecente
- Titolo originale: Indecent Proposal
- Diretto da: Anthony Rich
- Scritto da: Patrick Walsh

### Trama
- Ascolti USA: 3 560 000 telespettatori[22]

## Vegas, Baby!
- Titolo originale: Vegas, Baby!
- Diretto da: Rebecca Baughman
- Scritto da: Alyson Fouse

### Trama
- Ascolti USA: 3 150 000 telespettatori[23]

## L'amici-versario
- Titolo originale: The Friend-aversary
- Diretto da: Anthony Rich
- Scritto da: Conor Galvin

### Trama
- Ascolti USA: 3 460 000 telespettatori[24]